# Henrique VII da Germânia
Henrique VII da Germânia (1211, Sicília – 10 de Fevereiro de 1242, Martirano) foi o primeiro filho de Frederico II da Germânia e da sua primeira esposa, Constança de Aragão. Teve os títulos de duque da Suábia, reitor da Borgonha e foi pretendente ao título imperial; tendo sido um membro da dinastia Hohenstaufen, foi Rei da Sicília de 1212 até 1217 e Rei da Alemanha (formalmente Rei dos romanos Rex Romanorum) de 1220 até 1235, como filho e co-governante do imperador Frederico II, sacro-imperador romano germanico. Ele era o sétimo Henrique a governar a Alemanha, mas para evitar a confusão com o imperador Henrique VII do Sacro Império Romano-Germânico, ele geralmente é numerado como Henrique (VII).
O imperador Frederico II tinha conseguido que o papa Inocêncio III abençoasse Henrique com a coroa da Sicília, uma vez que havia um acordo segundo o qual os reinos da Sicília e da Germânia não deviam estar sob o mesmo monarca. No entanto, em 1220, através duma lei denominada Confoederatio cum principibus ecclesiasticis (Tratado com os príncipes da igreja), Frederico convenceu os príncipes germânicos a elegerem Henrique seu rei, uma vez que ele estava mais interessado na Itália; a partir dessa altura, Henrique deixou de usar o título de rei da Sicília.
O jovem Henrique ficou sob a tutela de Enguelberto I, Arcebispo de Colónia, que o coroou em Aachen, a 8 de Maio de 1222. Depois da morte deste, em 1225, Henrique ficou ao cuidado de Luís I da Baviera mas, em 1228, suspeitou que este estivesse a conspirar com o papa contra seu pai, forçou Luís a submeter-se e virou-se então contra o bispo de Strasbourg. Os príncipes não apoiaram estas políticas a favor das cidades-estado e forçaram-no a emitir um Statutum in favorem principum (Estatuto a favor dos príncipes), em Worms, no dia 1 de Maio de 1231; estes acontecimentos enfureceram o imperador, que precisava do apoio dos príncipes germânicos para prosseguir o domínio da Itália.
Em 1232, Henrique reforçou os laços entre os Hohenstaufen (a sua linhagem real) e a casa real francesa dos Capetos e, no ano seguinte, subjugou Otão II do Palatinado, filho de Luís da Baviera. No ano seguinte, contudo, Henrique causou novamente a ira de seu pai ao intervir contra o inquisidor Conrado de Marburgo, enquanto Frederico tentava aliar-se com o papa Gregório IX contra os lombardos. O imperador retirou o poder real a Henrique a 5 de Julho de 1234 e então Henrique revoltou-se e fez uma aliança com os lombardos. Ele foi forçado a submeter-se a seu pai a 2 de Julho de 1235, em Wimpfen, perdendo o apoio dos príncipes germânicos. Henrique foi formalmente julgado a 4 de Julho de 1235, em Worms e destronado. O seu irmão mais novo Conrado foi nomeado duque da Suábia e eleito Rei da Germânia.
Depois de vários anos preso, Henrique morreu em 1242, em Martirano, supostamente em consequência duma tentativa de suicídio. No entanto, seu pai deu-lhe um funeral real e os seus restos foram sepultados na catedral de Cosenza.